# Norah Vincent
Norah Mary Vincent, née le 20 septembre 1968 à Détroit et morte le 6 juillet 2022 en Suisse, est une écrivaine et journaliste américaine. Elle est chroniqueuse hebdomadaire pour le Los Angeles Times et chroniqueuse trimestrielle sur la politique et la culture pour le magazine national d'information gay et lesbien The Advocate. Elle est chroniqueuse pour The Village Voice et Salon.com. Ses écrits sont publiés dans The New Republic, The New York Times, New York Post, The Washington Post et d'autres périodiques. Impliquée dans la cause feministe, elle attire une attention particulière en 2006 pour son livre Self-Made Man, dans lequel elle détaille ses expériences lorsqu'elle vécut en tant qu'homme pendant dix-huit mois. Après cette expérience qui l'a marqué profondément, elle défend qu'être une femme est "un privilège". Elle procède à un suicide assisté en 2022.

## Premières années
Norah Mary Vincent est née à Détroit et y grandit ainsi qu'à Londres, où son père travaille comme avocat pour la Ford Motor Company. Elle fréquente le Williams College, où elle obtient un Bachelor en philosophie en 1990, avant d'entreprendre des études supérieures au Boston College,. Elle travaille également comme rédactrice pour Free Press.

## Carrière

### Self-Made Man; Dans la peau d'un homme
Son livre Self-Made Man, sorti en 2006 et traduit en français en 2007 sous le titre Dans la peau d'un homme raconte une expérience de dix-huit mois au début des années 2000 au cours de laquelle elle se déguise en homme,. Cela est comparé au journalisme d'infiltration, à la manière de Black Like Me. Norah Vincent est interviewée par Juju Chang dans l'émission d'ABC News 20/20 et parle de son expérience dans HARDtalk extra sur la BBC le 21 avril 2006. Elle décrit ses expériences dans les relations homme-homme et homme-femme. Elle rejoint un club de bowling entièrement masculin, un groupe de thérapie pour hommes, va dans un club de strip-tease, sort avec des femmes et utilise ses connaissances en tant que catholique non pratiquante,, pour rendre visite à des moines dans un monastère.
Norah Vincent écrit que la seule fois où elle est considérée comme excessivement féminine, c'est pendant son passage en tant qu'homme. Son alter ego, Ned, est présumé homosexuel à plusieurs reprises. Des traits qui sont perçus comme « butch » lorsqu'elle se présente comme une femme sont perçus comme étrangement efféminés lorsqu'elle se présente comme un homme. Norah Vincent affirme que, depuis l'expérience, elle a mieux compris les avantages d'être une femme et les inconvénients d'être un homme, déclarant : « J'aime vraiment être une femme… Je l'aime plus maintenant parce que je pense que c'est plus un privilège ».
Norah Vincent déclare également qu'elle a acquis plus de sympathie et de compréhension pour les hommes et la condition masculine : « Les hommes souffrent. Ils ont des problèmes différents de ceux des femmes, mais ils ne sont pas simples. Ils ont besoin de notre sympathie, ils ont besoin de notre amour et ils ont besoin les uns des autres plus que toute autre chose. Ils ont besoin d'être ensemble ».

### Voluntary Madness
Le livre de Norah Vincent Voluntary Madness (2008) raconte ses expériences en tant que patiente hospitalisée dans trois établissements pour malades mentaux : « Un service dans un hôpital public de la ville, une institution privée du Midwest et une clinique New Age coûteuse. » Elle critique les médecins qui, selon elle, sont inaccessibles, notant que trop d'entre eux s'appuient sur les médicaments comme thérapie, tandis que d'autres ne traitent que les symptômes au lieu de leurs causes sous-jacentes.
Le livre de N. Vincent aborde également la question des pseudo-patients et de ceux qui restent malades en raison de leur manque de volonté de coopérer à leur thérapie,.

### Travaux ultérieurs
Vincent écrit plus tard deux romans : Thy Neighbor (2012), décrit par The New York Times comme « un thriller sombre et comique », et Adeline (2015), qui imagine la vie de Virginia Woolf dans la période entre l'écriture de To the Lighthouse jusqu'à son suicide, en 1941.

## Vie personnelle, opinions et mort
Norah Vincent est lesbienne. Elle est brièvement mariée à Kristen Erickson, mais elles divorcent rapidement.
Norah Vincent est décrite comme une libertarienne critique du postmodernisme et du multiculturalisme. Elle ne croit pas que les personnes transgenres incarnent le sexe auquel elles s'identifient, ce qui l'amène à être accusée de sectarisme. Dans un article pour The Village Voice, elle écrit : « [La transidentité] signifie la mort de soi, de l'âme, ce bon 'je' indubitable à l'antienne tant aimée de Descartes, dont le grand adage « je pense, donc je suis » est devenu une blague ontologique de l'ordre du "je bricole, et me voilà" ».
À la suite de son expérience de 18 mois de vie sous couverture en tant qu'homme, elle parle de la grande tension mentale liée au maintien d'une identité masculine dans cette société.[réf. à confirmer]
Norah Vincent est décédée par  suicide assisté dans une clinique en Suisse le 6 juillet 2022, à l'âge de 53 ans. Sa mort est annoncée publiquement en août 2022.

## Ouvrages
Elle publie plusieurs ouvrages, dont :

### En anglais
- Self-Made Man (Viking adulte, 2006)
- Folie volontaire (Viking Adult, 2008)
- Ton voisin (Viking Adult, 2012)
- Adeline : Un roman de Virginia Woolf (Houghton Mifflin Harcourt, 2015)

### Traduits en français
- Dans la peau d'un homme (Plon, 2007)